# Tasiocera dorrigensis
Tasiocera dorrigensis là một loài ruồi trong họ Limoniidae. Chúng phân bố ở miền Australasia.